# Belimumab
Belimumab  ist ein monoklonaler Antikörper, der in der Therapie des systemischen Lupus erythematodes (SLE) eingesetzt wird.

## Marktzulassung
Die Zulassung durch die amerikanische Gesundheitsbehörde FDA zur Behandlung des SLE erfolgte im März 2011, kurz darauf, im Juli 2011, folgte die Zulassung von Benlysta in der Europäischen Union. Hergestellt wird Belimumab durch GlaxoSmithKline.

## Eigenschaften und Darstellung
Belimumab ist ein rekombinant hergestellter humaner monoklonaler Antikörper vom Typ IgG1λ. Dieser Antikörper besteht aus 1332 Aminosäuren und wird in einer NS0-Zelllinie produziert.

## Wirkung

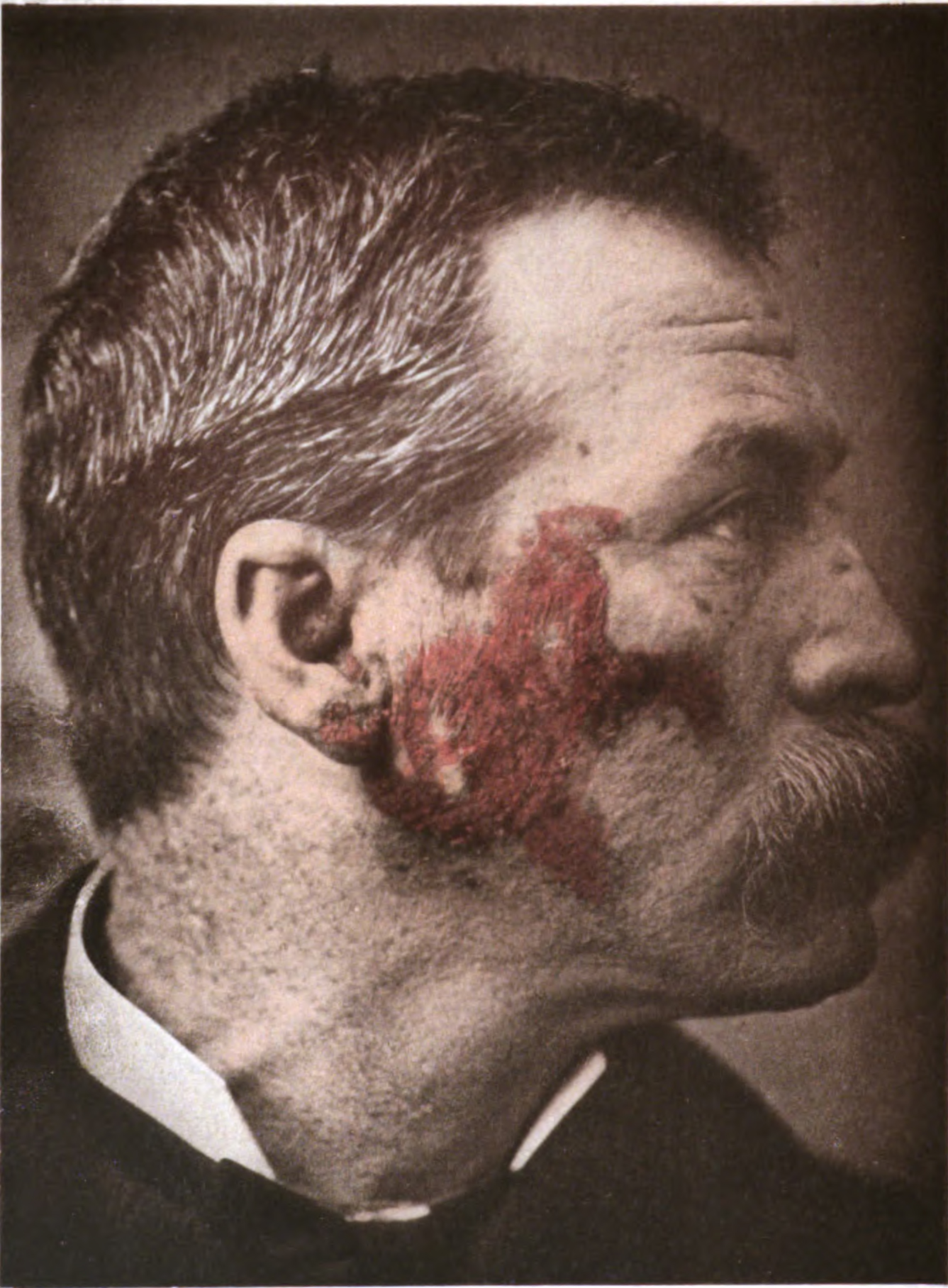
Lupus erythematodes, koloriertes Foto von 1886

Systemischer Lupus erythematodes (SLE) ist eine seltene Autoimmunerkrankung, bei der sich das Immunsystem gegen gesunde körpereigene Zellen und Gewebe wendet. Klinisch charakterisiert wird diese Erkrankung durch Arthralgie, Arthritis, Hautausschläge oder eine Störung des Zentralen Nervensystems. Belimumab bindet dabei an den löslichen B-Zell aktivierenden Faktor Baff (engl. B cell activating factor of the TNF family, auch bekannt als B-lymphocyte stimulator (BLyS)), einem Zytokin, und inhibiert dessen biologische Aktivität. Produziert wird Baff hauptsächlich von Monozyten und Neutrophilen. Durch die Hemmung von BLyS wird die Lebensdauer von B-Lymphozyten reduziert und es kommt zu einer Normalisierung der Levels an Immunglobulinen sowie Komplementen.

## Klinische Angaben
Belimumab wird mehrmalig infundiert, die ersten drei Verabreichungen erfolgen in einem Abstand von 14 Tagen, anschließend alle weiteren vier Wochen. Sehr häufige Nebenwirkungen von Belimumab sind Bronchitis, Übelkeit sowie Durchfall.

## Frühe Nutzenbewertung
In Deutschland müssen seit 2011 neu zugelassene Medikamente mit neuen Wirkstoffen gemäß § 35a SGB V einer „frühen Nutzenbewertung“ durch den Gemeinsamen Bundesausschuss (G-BA) unterzogen werden, wenn der pharmazeutische Hersteller einen höheren Verkaufspreis als nur den Festbetrag erzielen möchte. Nur wenn ein Zusatznutzen besteht, kann der Arzneimittelhersteller mit dem Spitzenverband der gesetzlichen Krankenkassen einen Preis aushandeln. Die Dossierbewertungen, auf deren Basis der G-BA seine Beschlüsse fasst, erstellt das Institut für Qualität und Wirtschaftlichkeit im Gesundheitswesen (IQWiG).
2012 wurde Belimumab als Zusatztherapie für Erwachsene mit aktivem, Autoantikörper-positivem SLE, die trotz Standardtherapie eine hohe Krankheitsaktivität aufweisen, mit einer optimierten Standardtherapie (Chloroquin/Hydroxychloroquin, nichtsteroidale Antirheumatika, Glukokortikoide, Azathioprin, ggf. Cyclophosphamid) verglichen. Gemäß G-BA-Beschluss gibt es einen Hinweis für einen beträchtlichen Zusatznutzen.

## Fertigarzneimittel
Benlysta